# Semiothisa regula
Semiothisa regula là một loài bướm đêm trong họ Geometridae.